# Sphegina albipes
Sphegina albipes är en tvåvingeart som först beskrevs av Jacques-Marie-Frangile Bigot 1884.  Sphegina albipes ingår i släktet midjeblomflugor, och familjen blomflugor. Inga underarter finns listade i Catalogue of Life.